# Porte de France (Grenoble)
Pour les articles homonymes, voir Porte de France.
La Porte de France est une porte de ville située à l'entrée ouest de Grenoble, à proximité immédiate de l'Esplanade. Elle a été érigée en 1620 dans le cadre de la fortification de la colline de la Bastille par le Duc de Lesdiguières.

## Histoire

### Fonction défensive

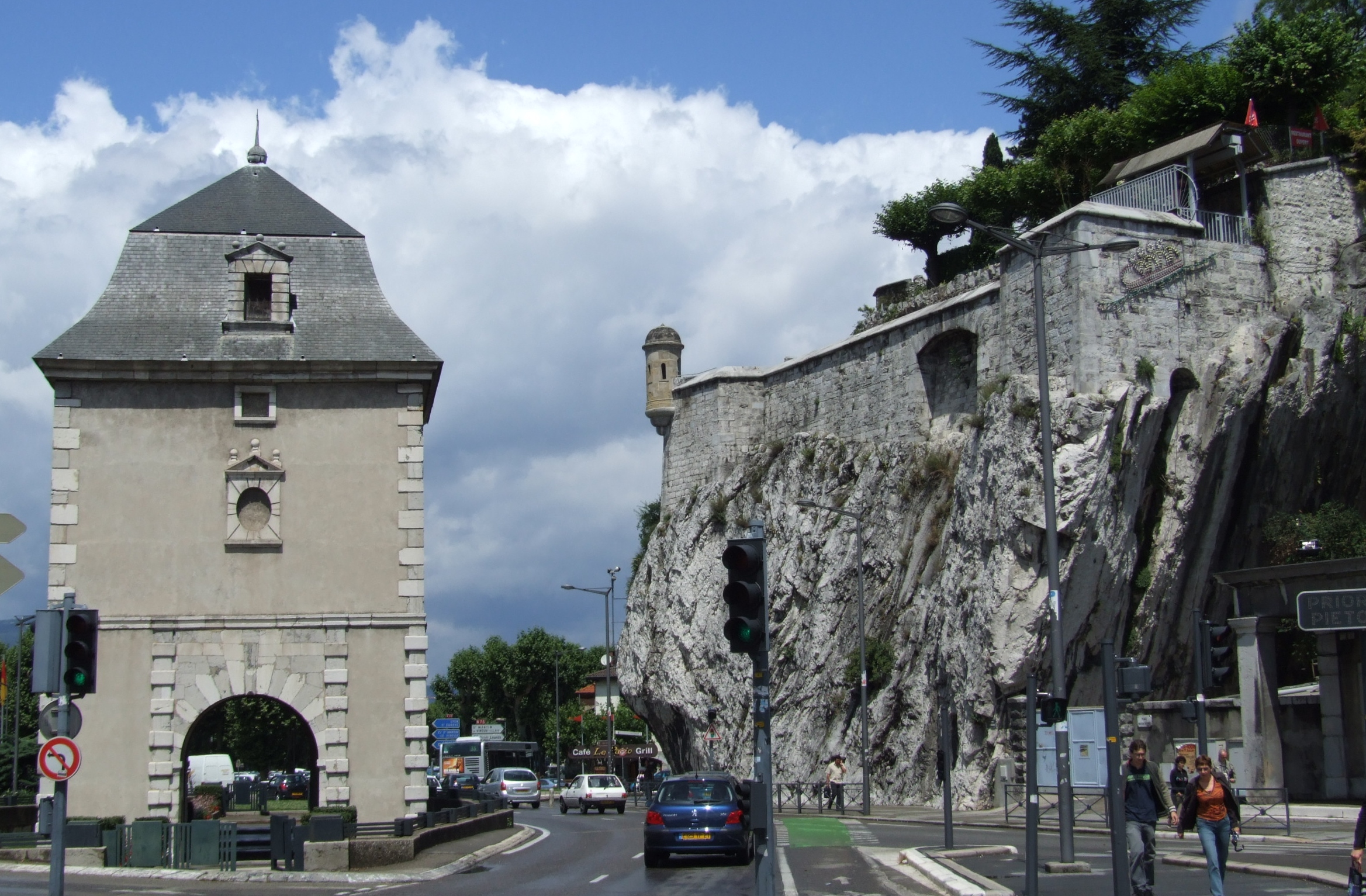
Porte de France en regard du bas des fortifications de la Bastille

Succédant à la porte Perrière construite en 1533, elle est érigée en 1620 dans le cadre de la fortification de la colline de la Bastille par le duc de Lesdiguières.
Le roi Louis XIII est passé sous cette porte à plusieurs reprises lors de ses passages à Grenoble entre 1622 et 1630.
Sa fonction défensive prend fin en 1880, lorsque la dernière enceinte de la ville est construite pour fermer toute la partie nord de la ville, limitrophe avec le village de Saint-Martin-le-Vinoux.

### Monument aux morts

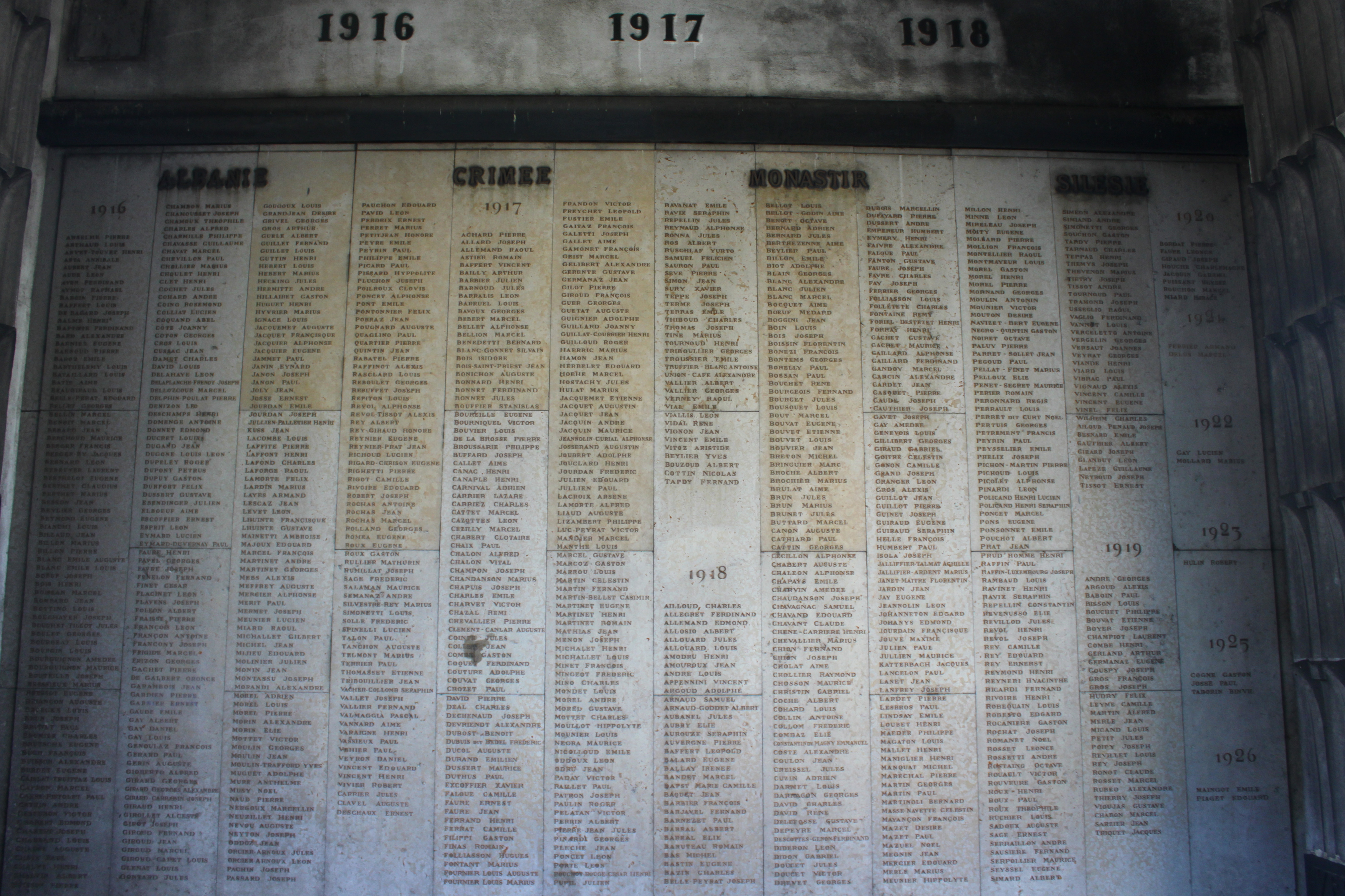
Monument aux morts situé sous l'arche de la porte

Rénové dans les années 1970, le monument de la porte de France est officiellement depuis 1935 le monument aux morts de la ville pour la période 1914 à 1926, totalisant 1 722 noms.

## Situation et accès
Ce monument est situé à l'angle du quai de France et de la route de Lyon, à proximité du parking de l'Esplanade.

## Environnement
La porte de France est située à proximité d'une ancienne carrière qui a fourni les pierres calcaires à patine blanche mais de couleur sombre pour l'édifier. Cette carrière a été utilisée depuis l'époque gallo-romaine et d'autres édifices grenoblois comme la cathédrale Notre-Dame de Grenoble ont utilisé ces pierres dans leur construction. En 1968, l'autoroute A48 achève son parcours à quelques mètres de la Porte de France.

## Architecture
La façade extérieure est ornée de beaux bas-reliefs avec trophées militaires réalisés par Jacob Richier, sculpteur favori de Lesdiguières.
La porte fait l’objet d’un classement au titre des monuments historiques depuis le 18 septembre 1925. 

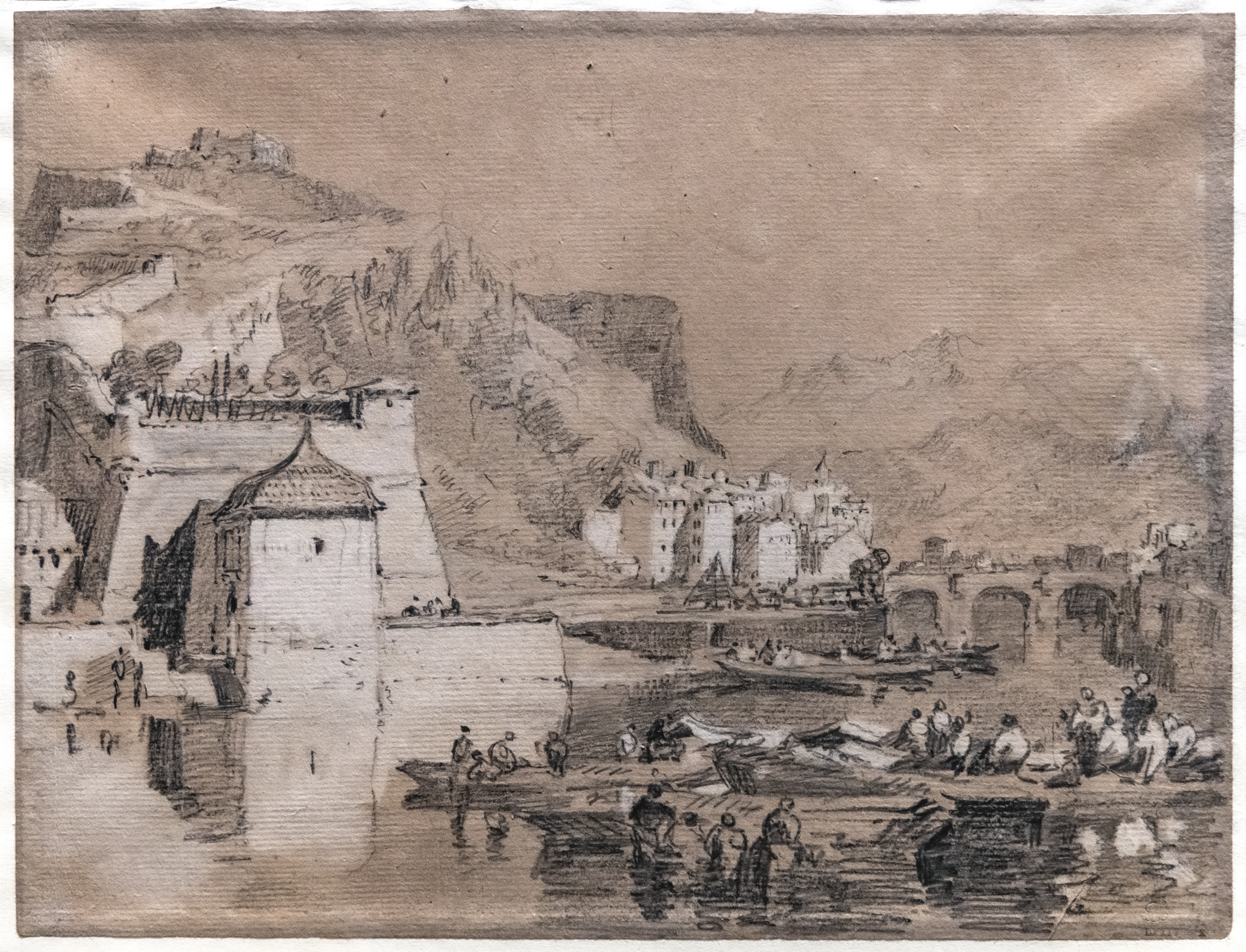
Grenoble from the River Isère with the Porte de France William Turner

## La Porte de France dans l'Art
- William Turner a dessiné en 1802 la Porte de France dans son Grenoble Sketchbook; l'œuvre est entrée dans les collections de Tate Britain.

## Annexe